# Bosco/Gurin
Pour les articles homonymes, voir Bosco et Gurin (homonymie).
Bosco/Gurin (nom double italien/suisse allemand walser) est une commune suisse du canton du Tessin.
Le village est situé à 1 506 mètres d'altitude, dans la partie supérieure du val Maggia. C'est le village le plus élevé du Tessin, et c'est également la seule commune traditionnellement germanophone de ce canton. Le village fait partie de l'association Les Plus Beaux Villages de Suisse.
Bosco/Gurin a été fondé en 1253 par des colons walser venus du Haut-Valais, lesquels ont apporté leur dialecte alémanique. La communauté est restée très isolée jusqu'au début du XXe siècle, ce qui a permis au dialecte local de conserver des traits particulièrement archaïques.
Aujourd'hui, toutefois, on assiste à un fort recul de l'allemand au profit de l'italien. En 1970, 82 % des habitants de la commune étaient germanophones, contre seulement 33 % en 2000 (source : Recensements fédéraux de la population).

## Géographie
Bosco Gurin est une commune (la seule ?) du canton du Tessin qui avait une majorité germanophone. Elle se situe à 1 506 mètres d'altitude, au fond du Val Rovana, dans la partie supérieure du Vallemaggia, 35 km de nord-ouest de Locarno. C’est le plus haut village du Tessin.
Le territoire de la commune culmine à 2 856 mètres d'altitude, au Pizzo Biela.
En 1858, Bosco Gurin comptait encore 420 habitants, en 1955 220, et en 2005 72.

## Histoire
Bosco Gurin est relié au Valais par le chemin pédestre du col de la Guriner Furka. Les Walser sont venus du Val Formazza italien, vers 1240, pour rejoindre le Val Bosco et y implanter une communauté.
La première mention écrite de l'existence de Bosco Gurin remonte à 1253, sous le toponyme de Lo Busco de Quarino. Elle indique que l'église du village a été consacrée par un prêtre de l'Ordre des frères mineurs de l'église Saint-Georges de Locarno.
De 1798 à 1803, Bosco Gurin a appartenu au canton de Lugano, puis, dès 1803 à celui du Tessin.

## Domaine skiable
Depuis les années 1970, le village est devenu une station de ski. Les paysages de haute montagne et l'isolement de la station en constituent son attrait. Plusieurs sommets dépassant les 2 500 m dominent le domaine : Sunnubaarg/Batnall (2 748 m), Krameggpass (2 518 m), Ritzberg (2 592 m) et Máártschaschpetz (Martschenspitz)/Pizzo Stella (2 688 m).
En 2012, le domaine skiable offre 30 km de pistes de ski, desservies par 6 remontées mécaniques (2 télésièges, 2 téléskis et 2 baby-lifts), pour un dénivelé de 850 m (1 480 - 2 330 m). Il est orienté à l'est.
Un télésiège 4-places débrayable, construit en 1998, relie le village - sur les hauteurs du parking payant - au lieu-dit de Rossboda (2 000 m). Le snowpark a été aménagé à cet endroit. De là part le deuxième télésiège 4-places débrayable du domaine skiable, pour atteindre 2 331 m d'altitude. Légèrement en aval de Rossboda est situé le lieu-dit de Grossalp (1 907 m). D'ici part le téléski Guriner Furka, pour atteindre 2 229 m d'altitude. Un teleski situé à l'extrémité nord du domaine semble ne plus être en service en 2016. Un fil-neige fonctionne au pied du domaine, pour les débutants.
Plusieurs pistes signalées sur le plan des pistes sont de fait non damées (la noire redescendant du sommet, la rouge partant sur le ssommet du Guriner Furka). Une piste rouge est réservée aux courses de ski. Depuis le sommet du Guriner Furka, plusieurs pistes du plan ne sont, sur le terrain, ni damées ni même délimitées par des jalons. Deux pistes noires permettemt le retour skis aux pieds jusqu'au village. Comme alternative, une route forestière relativement plate (qui sert en hiver à la pratique de la luge), ou encore diverses possibilités de ski hors-piste. De belles possibilités de ski hors-pistes sont aussi situées sur le versant sud-ouest du domaine, dans les arcostes, avec un retour par le plat fond de vallée au niveau de Schwarzabrunna.
La saison d'hiver commence généralement à la mi-décembre, pour finir vers la fin mars. Un accord de coopération forfaitaire - moitié prix sur les forfaits journaliers - existe pour les titulaires de forfaits saisonniers, avec les stations voisines de Airolo, Carì, Cioss-Prato, Lüina, Prato Leventina, Campo Blenio, Nara et Cardada.
Une piste de 3 km a été aménagée pour la pratique de la marche nordique, ainsi que 4 km - depuis Rossboda jusqu'au village - pour la pratique de la luge. Le ski de fond peut être pratiqué sur une boucle relativement plane, laquelle part à proximité du parking principal.
Les deux télésièges sont en service aussi en été.

## Transports
- Ligne de bus pour Cevio.

## Monuments et curiosités
- Le musée de la culture Walser (Walserhaus).
- L'église paroissiale Saint-Jacques-et-Saint-Christophe remonte au XIIIe siècle, fut reconstruite en 1581 et remaniée aux XVIIe et XIXe siècles. Dans la chapelle sud se trouve un retable rococo avec une statue de la Vierge[3].